# Tonikaku Mushō ni...
Singles de Globe
Biting Her Nails
(1999) Don't Look Back
(2000)
Singles par Globe featuring Keiko
On the Way to You
(2000)
Singles par Globe featuring Marc
The Main Lord
(2000)
Singles par Globe featuring TK
Throwin' Down in the Double 0
(2000)
Tonikaku Mushō ni... (とにかく無性に…, ou Tonikaku Mushou ni...) est le 20e single du groupe Globe (en exceptant trois singles en solo sortis précédemment).

## Présentation
Le single, composé et coproduit par Tetsuya Komuro, sort le 14 juin 2000 au Japon sur le label Avex Globe de la compagnie Avex, six mois après le précédent single du groupe, Biting Her Nails (entre-temps sont simultanément parus les trois singles en solo de chacun de ses membres : On the Way to You de Keiko, The Main Lord de Marc, Throwin' Down in the Double 0 de TK).
Le single atteint la 4e place du classement des ventes de l'Oricon, et reste classé pendant six semaines. Il se vend à plus de 130 000 exemplaires, et restera le deuxième single le plus vendu du groupe dans les années 2000. 
La chanson-titre est utilisée comme thème musical dans une publicité pour un produit de la marque Shiseido. C'est la première chanson du groupe à être titrée en japonais et non en anglais. Le single contient aussi une version a cappella et deux versions remixées de la chanson. Une version promotionnelle du single au format vinyle sort aussi, ne reprenant que les deux versions remixées, plus une troisième inédite.
La chanson figurera sur le cinquième album original du groupe, Outernet, qui sortira neuf mois plus tard, ainsi que par la suite sur ses compilations Globe Decade de 2005 et Complete Best Vol.2 de 2007. Elle ne sera remixée sur aucun album de remix.

## Liste des titres
Les chansons sont composées et arrangées par Komuro, écrites par Keiko et Marc.
| CD    | CD                                                        | CD                                           | CD    | CD | CD | CD | CD | CD | CD |
| No    | Titre                                                     | Description                                  | Durée |    |    |    |    |    |    |
| ----- | --------------------------------------------------------- | -------------------------------------------- | ----- | -- | -- | -- | -- | -- | -- |
| 1.    | Tonikaku Mushō ni... (Straight Run) (とにかく無性に…)     | Version originale, mixée par Mike Butler     | 5:31  |    |    |    |    |    |    |
| 2.    | Tonikaku Mushō ni... (TK Remix) (とにかく無性に…)         | Version remixée par TK                       | 6:44  |    |    |    |    |    |    |
| 3.    | Tonikaku Mushō ni... (Web Addict Remix) (とにかく無性に…) | Version remixée par Marc-Panther.com Project | 4:46  |    |    |    |    |    |    |
| 4.    | Tonikaku Mushō ni... (Accapella) (とにかく無性に…)        | Version a cappella                           | 9:18  |    |    |    |    |    |    |
| 26:19 |                                                           |                                              |       |    |    |    |    |    |    |

| A1. | Tonikaku Mushō ni... (TK Remix) (とにかく無性に…)         | Version remixée par TK                       |  |
| B1. | Tonikaku Mushō ni... (Web Addict Remix) (とにかく無性に…) | Version remixée par Marc-Panther.com Project |  |
| B2. | Tonikaku Mushō ni...(www.secret.mix) (とにかく無性に…)    | Version remixée par Marc-Panther.com Project |  |